# Anguillara Sabazia
Anguillara Sabazia là một đô thị trong tỉnh Roma, vùng Lazio, Ý. Đô thị này có diện tích km2, dân số thời điểm năm 2009 là người. Đô thị này có cự ly 30 km về phía tây bắc Roma. Anguillara tọa lạc ở mũi đất bên bờ hồ Bracciano.